# Geox-TMC
El Geox-TMC (codi UCI: GEO) era un equip ciclista professional espanyol, amb la seu a Cantàbria. El seu director era Joxean Fernández "Matxín", auxiliat per Sabino Angoitia i Pietro Algeri. Creat el 2004, va formar part de l'UCI ProTour de 2005 al 2008, i del Calendari mundial UCI del 2009 al 2010. El 2011 va baixar a equip continental professional competint només als circuits continentals de ciclisme.

## Història
Després de l'escàndol ocasionat al Tour de França de 2008 pel cas de dopatge de Riccardo Riccò l'empresa Saunier Duval, principal patrocinador de l'equip, va decidir deixar el seu patrocini. Poc després es va fer efectiu el canvi de nom de l'equip a Fuji-Servetto, tot i que això no li permeté participar en la Volta a Espanya de 2008.

## Palmarès

### Clàssiques
- Clàssica de Sant Sebastià. 2004 (Miguel Ángel Martín Perdiguero)

### Grans Voltes
- Tour de França
  - 6 participacions (2004, 2005, 2006, 2007, 2008, 2010)
  - 1 victòria d'etapa
    - 1 el 2008: Juan José Cobo

  - 3 classificacions secundàries
    -  Premi de la Combativitat: 2006 (David de la Fuente)

- Giro d'Itàlia
  - 8 participacions (2004, 2005, 2006, 2007, 2008, 2009, 2010, 2011)
  - 8 victòries d'etapa
    - 2 el 2006: Leonardo Piepoli (2)
    - 4 el 2007: Iban Mayo, Leonardo Piepoli, Riccardo Riccò i Gilberto Simoni
    - 2 el 2008: Riccardo Riccò (2)

- Volta a Espanya
  - 7 participacions (2004, 2005, 2006, 2007, 2009, 2010, 2011)
  - 7 victòries d'etapa
    - 2 el 2004: Leonardo Piepoli, Constantino Zaballa
    - 2 el 2006: David Millar, Francisco José Ventoso
    - 1 el 2007: Leonardo Piepoli
    - 1 el 2009: Juan José Cobo
    - 2 el 2011: Juan José Cobo

  -  1 victòria final: 
    - el 2011: Juan José Cobo

  - 3 classificacions secundàries
    -  1r del Gran Premi de la Muntanya: 2005 (Joaquim Rodríguez)
    -  Classificació de la Combinada: 2011 (Juan José Cobo)
    -  Classificació per equips: 2011

### Campionats nacionals
- : Campionat del Regne Unit en ruta: (1) 2007 (David Millar)
- : Campionat del Regne Unit en contrarellotge: (1) 2007 (David Millar)
- : Campionat de Letònia en ruta: (2) 2007, 2008 (Raivis Belohvoščiks)
- : Campionat d'Espanya en ruta: (1) 2005 (Juan Manuel Gárate)
- : Campionat d'Itàlia en contrarellotge: (1) 2005 (Marco Pinotti)
- : Campionat de Polònia en contrarellotge: (1) 2005 (Piotr Mazur)

## Classificacions UCI
Copa del Món de ciclisme
| Temporada | Classificació per equips | Millor ciclista en la classificació individual |
| --------- | ------------------------ | ---------------------------------------------- |
| 2004      | 14è                      | Miguel Ángel Martín Perdiguero (13è)           |

UCI ProTour
| Temporada | Classificació per equips | Millor ciclista en la classificació individual |
| --------- | ------------------------ | ---------------------------------------------- |
| 2005      | 7è                       | Constantino Zaballa (28è)                      |
| 2006      | 9è                       | José Ángel Gómez Marchante (23è)               |
| 2007      | 6è                       | Riccardo Riccò (16è)                           |
| 2008      | 5è                       | Josep Jufré (42è)                              |

Calendari mundial UCI
| Temporada | Classificació per equips | Millor ciclista en la classificació individual |
| --------- | ------------------------ | ---------------------------------------------- |
| 2009      | 23è                      | Juan José Cobo (72è)                           |
| 2010      | 29è                      | Manuel Antonio Cardoso (149è)                  |

UCI Amèrica Tour
| Temporada | Classificació per equips | Millor ciclista en la classificació individual |
| --------- | ------------------------ | ---------------------------------------------- |
| 2011      | 28è                      | Giampaolo Cheula (229è)                        |

UCI Àsia Tour
| Temporada | Classificació per equips | Millor ciclista en la classificació individual |
| --------- | ------------------------ | ---------------------------------------------- |
| 2011      | 65è                      | Matteo Pelucchi (283è)                         |

UCI Europa Tour
| Temporada | Classificació per equips | Millor ciclista en la classificació individual |
| --------- | ------------------------ | ---------------------------------------------- |
| 2011      | 15è                      | Daniele Ratto (84è)                            |